# 13154 Petermrva
13154 Petermrva (1995 RC) là một tiểu hành tinh vành đai chính được phát hiện ngày 7 tháng 9 năm 1995 bởi A. Gal d và A. Pravda ở Astronomical và Geophysical Observatory, Modra.